# Karīmābād-e Ayāghchī
Karīmābād-e Ayāghchī (persiska: كَريم آباد, كريم آباد اياغچی, Karīmābād) är en ort i Iran.   Den ligger i provinsen Kurdistan, i den nordvästra delen av landet, 400 km väster om huvudstaden Teheran. Karīmābād-e Ayāghchī ligger 2 007 meter över havet och antalet invånare är 118.
Terrängen runt Karīmābād-e Ayāghchī är kuperad.Runt Karīmābād-e Ayāghchī är det ganska glesbefolkat, med 35 invånare per kvadratkilometer. Närmaste större samhälle är Khvosh Qeshlāq, 6,2 km nordväst om Karīmābād-e Ayāghchī. Trakten runt Karīmābād-e Ayāghchī består i huvudsak av gräsmarker.